# Пити (Гуам)
Пити (англ. Piti, чамор. Piti) — деревня на острове Гуам.

## Описание
Деревня находится на западном побережье острова Гуам. На территории деревни находится главный торговый порт острова. В деревне расположено Командование инженерных войск США на острове Гуам. Построено несколько крупнейших электростанций острова.
В деревне есть две школы Средняя школа Хосе Риос и Южная средняя школа в Санта-Рите.
Население Пити по переписи 2010 года составляет 1454 человек.